# Franc Jeza
Franc Jeza, slovenski pisatelj, publicist in časnikar, * 1916, Hajdina pri Ptuju, † 1984, Trst, sedaj pokopan v Komnu

## Življenje in delo
Doma je bil iz Spodnje Hajdine pri Ptuju, rojen 30. 12. 1916. Šolal se je v domači vasi, nato na gimnaziji na Ptuju. Že kot dijak je pisal pesmi in prozo v dijaške in druge liste: MLADA Setev, MLADI PREKMUREC, KLASJE, kot študent pa je pripadal akademskemu društvu ZARJA. Tik pred vojno se je vpisal na pravno fakulteto v Ljubljani, študija zaradi vojnih dogodkov ni mogel končati. Mnogo let kasneje je dokončal študije etnografije in etnologije na univerzi v Gradcu.
Takoj po okupaciji Slovenije se je Franc Jeza kot krščanski socialist vključil v OF, med akcijo za osvoboditev zaprtih prijateljev pa so ga oblasti prijele, obsodile na dosmrtno ječo in odpeljale v zapore mesta Volterra v notranji Italiji. Ko se je po kapitulaciji vrnil v Ljubljano, je kmalu okusil aretacijo, ljubljanske zapore, nato pa še koncentracijski taborišči Dachau in Uberlingen ob Bodenskem jezeru, kjer je dočakal svobodo. Po vrnitvi iz taborišč je bil nekaj časa v Ljubljani zaposlen pri Slovenskem poročevalcu, ko pa je spoznal značaj povojnega režima v Jugoslaviji, se je jeseni leta 1948 odločil za tajni odhod na Zahod. Nekaj mesecev je preživel po begunskih taboriščih v Italiji, nato pa se je za stalno naselil v Trstu, kjer je delal do leta 1954 pri zavezniški časnikarski agenciji AIS, s prihodom Italije v Trst pa je za vedno izgubil stalno službo in se preživljal kot sodelavec na radiu Trst A, katerega arhiv je poln njegovih dramskih del, mladinskih zgodb, novel, dramatiziranih povesti, prevodov, ocen in predavanj. Franc Jeza je sodeloval pri večini slovenskih zamejskih in zdomskih revij: Mladika, Novi list, Pastirček idr. z literarno prozo. Bil je tudi ustanovitelj in sourednik revije STVARNOST, kasneje preimenovane STVARNOST in SVOBODA. V zadnjih letih je izdal pet zbornikov z naslovi ALTERNATIVA, Trst 1978, INICIATIVA, Trst 1979, DEMOKRACIJA, Trst 1980, AKCIJA, 1981, in NEODVISNA SLOVENIJA, Trst 1983. V njih je zagovarjal načela demokracije, pluralizma in slovenske državne neodvisnosti. V njih je iz vseh zornih kotov osvetljeval prednosti in nujnost lastne države v svobodi. Neomajno je izražal svoje misli v prid celotne narodne skupnosti, vendar nikoli v sovražnem tonu in žaljivo do oseb.

## Samostojna dela
- Sodobna slovenska problematika - Trst 1952
- Nova tlaka slovenskega naroda: študija o gospodarskem položaju Slovencev v Jugoslaviji - Trst: samozaložba - Trst 1959
- Zadeva je končana: igra, ki je leta 1964 prejela 1.nagrado na natečaju za izvirno radijsko igro, ki jo je razpisal Radio Trsta A.
- Moč ljubezni: povest iz časa naselitve Slovencev. - Celovec: Družba sv Mohorja 1967
- Skandinavski izvor Slovencev: etnografsko-jezikovna in zgodovinska študija. Trst: samozaložba 1967
- O ključnih vprašanjih rane karantansko-slovenske zgodovine. Drugačen pogled na slovensko zgodovino - Buenos Aires. Editorial Baraga 1977
- Nevidna meja - Povest iz daljne prihodnosti in druge fantastične zgodbe. Gorica: Goriška Mohorjeva družba 1980.Za delo prejel literarno nagrado Vstajenje iz sklada Dušana Černeta.
- Spomini iz taborišča: - Trst: Goriška Mohorjeva družba 1985.Izšlo po avtorjevi smrti kot samostojna delo dveh podlistkov V dachavskoh blokih in Tekma s smrtjo, ki sta izhajala v Novem listu od leta 1958 do leta 1961.
- Zakasnela pomlad in druge kratke zgodbe - Občina Hajdina 2010. Ptuj 2010. Pripravila in uredila Vojka Havlas, ki je l.2006 diplomirala iz slovenistike v Ljubljani na temo »Fantastične zgodbe Franca Jeze«.
- In zgodil se bo čudež - Premišljevanja o slovenski samostojnosti in demokraciji. Uredil in uvodno besedo napisal Boris Pahor. Gradivo zbral in spremno besedo napisal Primož Šturman. Ljubljana: Slovenska Matica 2012.